# 阿摩羅識
阿摩羅識（羅馬化：amala-vijñāna），佛教術語，又譯為庵摩羅識、唵摩羅識、菴摩羅識、阿末羅識，意譯為清淨識、無垢識、真如識、白淨無垢識。此阿摩羅識或無垢識為佛地如來藏的別稱，因此玄奘菩薩才說「此名唯在如來地有」。在瑜伽行唯識學派中，它是阿賴耶識的清淨自性，即《解深密經》所說識真如，又名為第九識。真諦三藏節譯的《決定藏論》是《瑜伽師地論·攝抉擇分》的“五識身相應地意地”章節，此中阿摩羅識對應於轉依。

## 音義
阿摩羅是一個梵語複合字，在染污不淨 mala 之前，加上否定詞頭 a- 組成，原意是清淨無垢、不垢。
阿摩羅識這個術語，義譯為清淨識、無垢識，主要出自真諦三藏譯經中的《決定藏論》、《三無性論》、《十八空論》與《轉識論》。
在Michael Radich的專文指出《阿毘達摩俱舍論（Abhidharmakośabhāṣya）》確實提及「阿摩羅識（*amala-vijñāna）」，由《俱舍論》前後文我們得知此處的*amala-vijñāna指稱的其實就是*anāsrava-vijñāna，在此真諦捨棄音譯而義譯作無垢識

漢傳佛教的《釋摩訶衍論》寫為唵摩羅，《金剛三昧經》寫為庵摩羅，或是菴摩羅，《楞嚴經》寫為菴摩羅。菴摩羅（āmalaka），原是印度一種水果的譯名，可能是因字形近似造成的錯誤。

## 歷史
阿摩羅識最早出自真諦三藏所譯經典中，習學真諦所譯經論的攝論宗以此建立九識學說。菩提流支所傳地論宗相州北道派也立有九識學說。
勒那摩提所傳地論宗相州南道派和玄奘所傳法相宗，認為只有八識，反對另立第九識。

## 是否設立第九識爭議概述
陳朝真諦三藏所傳譯的阿摩羅識學說，主要出自《決定藏論》與從《無相論》節譯出的諸論等。在真諦之前北魏菩提流支譯《入楞伽經》，和唐朝譯的《大乘密嚴經》中，都提到九識的說法，但沒有明確定義第九識是什麼，也沒有形成具體的學說。玄奘《成唯識論》中也提到了無垢識，但不認為它可另立為第九識，認為它只是善淨第八識的異名，圓測認為真諦的學說源出於安慧論師，因此在十大論師之中，可能就有論師支持九識說法。
攝論宗承襲真諦傳譯的阿摩羅識學說，並進一步受到如來藏學派《大乘起信論》等的影響。攝論宗認為：諸佛如來的無垢識，是永遠斷除了任何雜染習氣。當經由修行，阿賴耶識性與以其為根本的諸煩惱染雜俱滅之後，修行者能夠證得心性本淨的心真如，即阿摩羅識，最終可究竟成佛。後來由唐朝玄奘所傳的法相宗主張有情只有八識，凡夫與有學位第八識因雜染習氣偏重故以阿賴耶識為名，唯是雜染虛妄之根本。但阿賴耶識中仍有受薰習的善染法種子，經由菩薩道修行轉化為純善淨種子成立後即名無垢識，認為不需要另立第九識。

## 梵文本考證
日本學者岩田良三比較現存梵本與真諦譯本，在梵文本中，並沒有找到阿摩羅識這個字眼。但他發現真諦將（出世間智），（清淨），（轉依）皆譯為阿摩羅識。玄奘譯本中，將相關的段落譯為轉依、淨識、唯識性、心性本淨等，顯示現存梵文本與玄奘譯經是一致的。學者認為真諦三藏可能把阿摩羅識作為如來藏與清淨真如的同義語，廣泛用於譯經中，這個字並不是梵文原本中所有；而玄奘則是採取直譯。也有學者推測真諦三藏持有的梵文本，可能是源自於某個已失傳的特別梵文版本，但目前尚未證實。
在真諦三藏所譯經之外，在譯出時間早於玄奘歸國的唐朝波羅頗蜜多羅譯《大乘莊嚴經論》中，也出現了阿摩羅識。日本學者藤隆生比較現存梵文本，同樣發現梵文本中並沒有阿摩羅識的字眼，漢譯的「心真如」相當於梵文的（法性心），而漢譯中的「阿摩羅識」則相當於（「心真如」或「心如性」）。宇井伯壽與勝又俊教也認同這個說法。《大乘莊嚴經論》譯出時間在唐代，年代較晚，可能是受了真諦的影響才使用阿摩羅識這個術語，加入在譯經。
此外，禪宗《金剛三昧經》中曾出現“菴摩羅”。還有在《楞嚴經》中，菴摩羅識常住不壞是空如來藏的異名，學者呂澂在《楞嚴百偽》聲稱有關說法與《勝鬘經》和《大般涅槃經》相違。

## 註解
1. ↑  《成唯識論》卷第三：「無垢識，最極清淨諸無漏法所依止故。此名唯在如來地有，菩薩二乘及異生位持有漏種可受熏習，未得善淨第八識故。如契經說：『如來無垢識，是淨無漏界，解脫一切障，圓鏡智相應。』」
2. ↑  《大乘理趣六波羅蜜多經》卷第十：「如來無垢識，永斷諸習氣，清淨智圓明，賢聖所歸趣。」
3. 1 2  
真諦譯龍樹《十八空論》：「問：若爾既無自性不淨，亦應無有自性淨，云何分判法界非淨非不淨。答：阿摩羅識是自性清淨心，但為客塵所污故名不淨，為客塵盡故立為淨。」「明唯識真實，辨一切諸法唯有淨識。無有能疑，亦無所疑，廣釋如《唯識論》。但唯識義有兩，一者方便，謂先觀唯有阿梨耶識，無餘境界，現得境智兩空，除妄識已盡，名為方便唯識也。二明正觀唯識，遣蕩生死虛妄識心，及以境界，一皆淨盡，唯有阿摩羅清淨心也。」

瞿曇般若流支譯世親《唯識論》（一名《破色心論》）：「又復有義，如大乘經中說『三界唯心』。唯是心者，但有內心無色香等外諸境界。此云何知，如《十地經》說：『三界虛妄但是一心作』故。心、意與識及了別等，如是四法義一名異。此依相應心說，非依不相應心說。心有二種，何等為二，一者相應心，二者不相應心。相應心者，所謂一切煩惱結使受想行等諸心相應，以是故言：心、意與識及了別等，義一名異故。不相應心者，所謂第一義諦常住不變自性清淨心，故言『三界虛妄但是一心作』。是故偈言：『唯識無境界』故。」

真諦《大乘唯識論·序》：「《唯識論》言：『唯識者，明但有內心，無色香等外諸境界。』何以得知，如人目有膚翳，妄見毛輪犍闥婆城等種種諸色，實無前境界，但虛妄見有如是諸眾生等外諸境界，故言唯識。若爾但應言破色，不應言破心。此亦有義，心有二種，一者相應心，二者不相應心。相應心者，謂無常妄識虛妄分別，與煩惱結使相應，名相應心。不相應心者，所謂常住第一義諦，古今一相自性清淨心。今言破心者，唯破妄識煩惱相應心，不破佛性清淨心，故得言破心也。」
4. ↑  
菩提流支譯《深密解脫經》：「真如有七種，何等為七：所謂無始有為行相真如；相真如，所謂我空法空；唯識真如，知有為行惟是心；執著真如，所謂我說苦諦；邪行真如，所謂我說集諦；清淨真如，所謂我說滅諦；正修行真如，所謂我說道諦。」

真諦譯龍樹《十八空論》「《解節經》明佛說有七種真如：一生、二相、三識、四依止、五邪行、六清淨、七正行。……三識真如者，謂一切有為唯有識。……三識真如者，但唯有識，無有境界，境界不成故，識亦不成。此則能緣、所緣，同是不可得性故，名識真如也。……」

玄奘譯《解深密經》：「如是一切如所有性者，謂即一切染淨法中所有真如，是名此中如所有性。此復七種：一者流轉真如，謂一切行無先後性；二者相真如，謂一切法補特伽羅，無我性及法無我性；三者了別真如，謂一切行唯是識性；四者安立真如，謂我所說諸苦聖諦；五者邪行真如，謂我所說諸集聖諦；六者清淨真如，謂我所說諸滅聖諦；七者正行真如，謂我所說諸道聖諦。」
5. 1 2  
真諦譯《三無性論》（從《無相論》出）：「真諦者，謂七種如如：一生、二相、三識、四依止、五邪行、六清淨、七正行。……三識如如者，謂一切諸行但唯是識。此識二義故稱如如：一攝無倒，二無變異。攝無倒者，謂十二入等一切諸法但唯是識，離亂識外無別餘法故，一切諸法皆為識攝。此義決定故，稱攝無倒，無倒故如如，無倒如如未是無相如如也。無變異者，明此亂識，即是分別、依他，似塵識所顯，由分別性永無故，依他性亦不有，此二無所有，即是阿摩羅識，唯有此識獨無變異故，稱如如。前稱如如，但遣十二入。小乘所辨一切諸法，唯十二入非是顛倒；今大乘義破諸入，並皆是無，唯是亂識所作故，十二入則為顛倒，唯一亂識則非顛倒，故稱如如。此識體猶變異，次以分別依他，遣此亂識，唯阿摩羅識是無顛倒，是無變異，是真如如也。前《唯識義》中亦應作此識說，先以唯一亂識，遣於外境，次阿摩羅識，遣於亂識故，究竟唯一淨識也。……」

玄奘譯《顯揚聖教論·成無性品》：「復次頌曰。宣說我法用。皆名為世俗。當知勝義諦。謂七種真如。論曰。世俗諦者。當知宣說我法作用已。如攝淨義品中說。勝義諦者。謂七種真如。已如攝事品中說。」

波羅頗蜜多羅譯《大乘莊嚴經論》：「偈曰。已說心性淨。而為客塵染。不離心真如。別有心性淨。釋曰。譬如水性自清而為客垢所濁。如是心性自淨而為客塵所染。此義已成。由是義故。不離心之真如別有異心。謂依他相說為自性清淨。此中應知。說心真如名之為心。即說此心為自性清淨。此心即是阿摩羅識。」
6. 1 2  
道基《攝大乘論章》：「言離九者：前之三，識生滅門中分之為八，以緣境不同故。識真如門合之為一，以內照同故，以識真如通前為九。故《無相論》無相品云：『分別性永無，依他性亦不有，此二無所有，即是阿摩羅識，……故究竟唯一淨識也。』」
7. 1 2 3 4  
真諦譯《決定藏論》：「與煩惱俱滅者，如是阿羅耶識而是一切煩惱根本，修善法故此識則滅。言修善者，諸凡夫人起善思惟，而取諸識以為境界，進行安心初觀諸諦，若證四諦得眼智明慧，則能破壞阿羅耶識，未見四諦則不能破。何時能見阿羅耶識，如是進行，若諸聲聞入不退地，又諸菩薩入不退地，得通達法界則能得見，於此識中即見一切諸煩惱聚，於內於外即見己身為煩惱縛，於內見身而為三界麁惡煩惱諸苦所縛。一切行種煩惱攝者，聚在阿羅耶識中。得真如境智增上行故，修習行故，斷阿羅耶識即轉凡夫性，捨凡夫法阿羅耶識滅，此識滅故一切煩惱滅，阿羅耶識對治故，證阿摩羅識。阿羅耶識是無常，是有漏法；阿摩羅識是常，是無漏法，得真如境道故，證阿摩羅識。阿羅耶識為麁惡苦果之所追逐；阿摩羅識無有一切麁惡苦果。阿羅耶識而是一切煩惱根本，不為聖道而作根本；阿摩羅識亦復不為煩惱根本，但為聖道得道得作根本，阿摩羅識作聖道依因，不作生因。阿羅耶識於善無記不得自在，阿羅耶識滅時有異相貌，謂來世煩惱不善因滅，以因滅故，則於來世五盛陰苦不復得生，現在世中一切煩惱惡因滅故，則凡夫陰滅，此身自在即便如化，捨離一切麁惡果報；得阿摩羅識之因緣故，此身壽命便得自在，壽命因緣能滅於身，亦能斷命，盡滅無餘，一切諸受皆得清淨，乃至如經廣說。一切煩惱相故，入通達分故，修善思惟故，證阿摩羅識。故知阿羅耶識與煩惱俱滅，如是分別真實解釋心意識義。因此解釋心意識故，於三界中得知一切煩惱之法，諸清淨法。」

玄奘譯《瑜伽師地論·攝決擇分》：「云何建立阿賴耶識雜染還滅相，謂略說阿賴耶識是一切雜染根本。……復次此雜染根本阿賴耶識，修善法故方得轉滅。此修善法若諸異生，以緣轉識為境作意方便住心，能入最初聖諦現觀。非未見諦者於諸諦中，未得法眼，便能通達一切種子阿賴耶識。此未見諦者修如是行已，或入聲聞正性離生，或入菩薩正性離生。達一切法真法界已，亦能通達阿賴耶識。當於爾時能總觀察自內所有一切雜染，亦能了知自身外為相縛所縛，內為麁重縛所縛。復次修觀行者，以阿賴耶識是一切戲論所攝諸行界故，略彼諸行，於阿賴耶識中，總為一團一積一聚，為一聚已。由緣真如境智，修習多修習故，而得轉依，轉依無間，當言已斷阿賴耶識，由此斷故，當言已斷一切雜染，當知轉依由相違故，能永對治阿賴耶識。又阿賴耶識體是無常，有取受性；轉依是常，無取受性，緣真如境聖道方能轉依故。又阿賴耶識，恒為一切麁重所隨；轉依究竟遠離一切所有麁重。又阿賴耶識，是煩惱轉因，聖道不轉因；轉依是煩惱不轉因，聖道轉因，應知但是建立因性，非生因性。又阿賴耶識，令於善淨無記法中不得自在；轉依令於一切善淨無記法中得大自在。又阿賴耶識斷滅相者，謂由此識正斷滅故捨二種取，其身雖住猶如變化。所以者何，當來後有苦因斷故，便捨當來後有之取；於現法中一切煩惱因永斷故，便捨現法一切雜染所依之取。一切麁重永遠離故，唯有命緣暫時得住。由有此故，契經中言：爾時但受身邊際受、命邊際受，廣說乃至即於現法一切所受究竟滅盡。如是建立雜染根本故，趣入通達修習作意故，建立轉依故，當知建立阿賴耶識雜染還滅相。」

《解深密經》：「佛告曼殊室利菩薩曰：善男子! 若於諸地波羅蜜多，善修出離，轉依成滿，是名如來法身之相。」

唐圓測《解深密經疏》卷三：「真諦三藏依《決定藏論》立九識義，如《九識品》說。」
8. 1 2  
道基《攝大乘論章》卷一：「《無相論·無相品》云：『分別性永無，依他性亦不有，此二無所有，即是阿摩羅識，……故究竟唯一淨識也。』又外國傳云：《十七地論·菩薩品》中廣辯阿摩羅識，以為九識。」
9. 1 2  
真諦譯《轉識論》（從《無相論》出）：「起種種分別等者，一一識中皆具能所，能分別即是識，所分別即是境。能即依他性，所即分別性，故云起種種分別及所分別也。由如此義，離識之外無別境，但唯有識義成。既未明遣識，惑亂未除，故名不淨品也。問：遣境在識，乃可稱唯識義。既境識俱遣，何識可成。答：立唯識乃一往遣境，留心卒終為論。遣境為欲空心，是其正意，是故境識俱泯，是其義成。此境識俱泯即是實性，實性即是阿摩羅識，亦可卒終為論是摩羅識也。」
10. ↑  "The Doctrine of *Amalavijñāna in Paramārtha (499-569), and Later Authors to Approximately 800 C.E."
11. ↑  
法雲《翻譯名義集》：「然此諸識。西域東夏。異計紛紜。今先敘異執後述會通。初異執者。性相二宗肇分於竺國。南北之黨。彌盛於齊朝。故西域那爛陀寺戒賢大德。遠承彌勒無著。近踵法護難陀。依《深密》等經《瑜伽》等論立法相宗。言法相者。唯齊八識業相以為諸法生起之本。故法相宗以識相行布為旨。其寺同時智光大德。遠稟文殊龍樹。近遵青目清辯。依《般若》等經《中觀》等論立法性宗。言法性者。以明真如隨緣為染淨之本。故一性宗以真理融觀為門。洎乎東夏。《攝論》有梁唐之異。《地論》分南北之殊。以無著菩薩造《攝大乘論》流至此土。二譯不同。梁朝真諦乃立九識。計第八識生起諸法。如彼論明十種勝相。第一依止勝相。明第八識生十二因緣。次唐時玄奘新譯《攝論》但立八識。乃謂第九秖是八識異名。此是梁唐之異也。天親菩薩造《十地論》。翻至此土南北各計。相州南道計梨耶為淨識。相州北道計梨耶為無明。此乃南北之殊也。」

慧遠《大乘義章》：「故《楞伽經》總品中云。八九種識。如水中之波。其狀如何。分別有二。
  - 一、真妄分別。以說九種。妄中分七。謂六事識變與妄識。真中分二。謂阿摩羅及阿梨耶。義如上辨。以此通前。故合有九。
  - 二、真妄離合。以說九種。獨真為一。所謂本淨阿摩羅識。真妄和合。共為八種。義如上辨。共為本識、阿陀那識及起六識。通前九也。」

「妄中前六。迷於因緣虛假之法。妄取定性。故名為妄。第七妄識。心外無法。妄取有相故名為妄。」「真中分二。一阿摩羅識。此云無垢。亦曰本淨。就真論真。真體常淨。故曰無垢。此猶是前心真如門。二阿梨耶識。此云無沒。即前真心。隨妄流轉。體無失壞。故曰無沒。」

「心真如門。是其心體。即以為一。心生滅門。是其心相。於中分三。一是本識。真與癡合。二依本識起阿陀那執我之識。三依本識起於六種生起之識。」
12. ↑  《入楞伽經》卷九：「依諸邪念法，是故有識生；八九種種識，如水中諸波。」
《大乘入楞伽經》卷六：「由虛妄分別，是則有識生；八九識種種，如海眾波浪。」
13. ↑  《大乘密嚴經》卷2〈顯示自作品第四〉：「爾時金剛藏菩薩摩訶薩，復告螺髻梵天王言：天主，心有八種、或復有九，與無明俱為世間因。」
14. ↑  
真諦譯《大乘起信論》：「依一心法，有二種門。云何為二？一者、心真如門，二者、心生滅門。是二種門，皆各總攝一切法。」
15. ↑  
《大乘理趣六波羅蜜多經》卷10〈般若波羅蜜多品〉： 「如來無垢識，永斷諸習氣，清淨智圓明，賢聖所歸趣。 」 (CBETA, T08, no. 261, p. 912, a19-20)
16. ↑  
真諦譯《顯識論》（從《無相論》出）：「佛於《解節經》中說偈言：『顯識起分別。分別起熏习。熏习起顯識。故生死輪轉。』所言熏习者，一執著分別性，二觀習真實性，以此二義故名熏习。第一熏习者，增長阿梨耶識，阿梨耶識被增長，具足諸能，能生六道受生諸識，以是義故生死圓滿。第二熏习者，名觀習真實性，此熏习能除執著分別性，是第一熏习被損壞故，阿梨耶識亦被損，阿梨耶識既被損，受生識亦被損，以阿梨耶識能生三界，由被損故得三界轉，依此轉依義具五種，如《滅差別相》中解說。」
17. ↑  
無性《攝大乘論無性釋》：「界者因也，即種子也。是誰因種？謂一切法，此唯雜染，非是清淨故。」

《瑜伽師地論·攝抉擇分》：「阿賴耶識是一切雜染根本。所以者何。由此識是有情世間生起根本。能生諸根根所依處及轉識等故。亦是器世間生起根本。由能生起器世間故。亦是有情互起根本。一切有情相望互為增上緣故。所以者何。無有有情與餘有情互相見等時。不生苦樂等更相受用。由此道理當知有情界互為增上緣。又即此阿賴耶識。能持一切法種子故。於現在世是苦諦體。亦是未來苦諦生因。又是現在集諦生因。如是能生有情世間故。能生器世間故。是苦諦體故。能生未來苦諦故。能生現在集諦故。當知阿賴耶識是一切雜染根本。」
18. ↑  
《瑜伽師地論·攝抉擇分》：「復次阿賴耶識所攝持順解脫分、及順決擇分等善法種子。此非集諦因。由順解脫分等善根與流轉相違故。所餘世間所有善根。因此生故轉更明盛。由此因緣彼所攝受自類種子。轉有功能轉有勢力。增長種子速得成立。復由此種子故彼諸善法轉明盛生。又復能感當來轉增轉勝。可愛可樂諸異熟果。復次依此一切種子阿賴耶識故。薄伽梵說。有眼界色界眼識界。乃至有意界法界意識界。由於阿賴耶識中有種種界故。又如經說惡叉聚喻。由於阿賴耶識中有多界故。」
19. ↑  
玄奘《成唯識論》卷3：「然第八識雖諸有情皆悉成就，而隨義別立種種名。謂或名心，由種種法熏习種子所積集故。或名阿陀那，執持種子及諸色根令不壞故。或名所知依，能與染淨所知諸法為依止故。或名種子識，能遍任持世出世間諸種子故，此等諸名通一切位。或名阿賴耶，攝藏一切雜染品法令不失故，我見愛等執藏以為自內我故，此名唯在異生有學。非無學位不退菩薩有雜染法執藏義故。或名異熟識，能引生死善不善業異熟果故，此名唯在異生二乘諸菩薩位，非如來地猶有異熟無記法故。或名無垢識，最極清淨諸無漏法所依止故此名唯在如來地有，菩薩二乘及異生位持有漏種可受熏习，未得善淨第八識故。」(CBETA, T31, no. 1585, p. 13, c7-22)
20. ↑  
丁福保編《佛學大辭典》：「舊譯家以為阿賴耶識之外別有此識，而建立九識，新譯家謂此是阿賴耶識果上之名，不別立此識。唯識論三舉第八識之異名：「或名無垢識，最極清淨。」云云（(參照:阿賴耶)）。以為八識之異名。是新譯家之說。」
21. ↑  圓測《解深密經疏》：「又真諦云：『阿摩羅識反照自體』。無教可憑。復違《如來功德莊嚴經》。彼云：『如來無垢識。是淨無漏界。解脫一切障。圓鏡智相應。』准經可知。無垢識者。即是淨分第八識也。又《決定藏論》即是《瑜伽》。彼論本無九識品也。」
22. ↑  高崎直道《如來藏思想II》中〈轉依 -āśraya-parivṛtti、āśraya-paravṛtti〉，《日本佛教學會年報》第25號，1960年，頁89～110：見於《唯識三十頌．安慧釋》的āśraya-paravṛtti一語，意謂著轉識成智：入於唯識性的結果導致所依（阿賴耶識）的轉換（「轉捨」），而獲得智，亦可理解為獲得佛法身（「轉得」），轉依的此用法又可見於《大乘莊嚴經論》、《楞伽經》、《中邊分別論安慧釋》等。相對於此，āśraya-parivṛtti 一語則散見於《菩薩地》、《瑜伽師地論》、《法性分別論》、《大乘莊嚴經論》、《寶性論》。在《寶性論》中，āśraya-parivṛtti 指「如來性」（tathāgatagotra, tathāgatadhatu），而正如《寶性論》的梵文校定者 Johnston 在其序言所指出的，無著的使用一語是有嚴格的問題意識的，此語不是指在行唯識觀時之歸入（to return）本識，反之，āśraya-parivṛtti 一語是指 āśraya（依、根基）的 metamorphosis（全然變貌），是指境識俱泯於法界之時所顯現的如來性和如來藏，此有別於 āśraya-paravṛtti（所依轉變），而此 āśraya-parivṛtti（轉變所依）一義，亦見於傳為無著所寫的《菩薩地》。
23. ↑  岩田良三，〈 〉，《印度學佛教學研究》第19 卷第2 號，東京，日本印度學佛教學會，昭和46年3月發行，p.136。
24. ↑  《大乘莊嚴經論》卷6〈14 隨修品〉:「已說心性淨，而為客塵染。不離心真如，別有心性淨。釋曰：譬如水性自清，而為客垢所濁，如是心性自淨，而為客塵所染。此義已成。由是義故，不離心之真如，別有異心。謂依他相說為自性清淨。此中應知，說心真如名之為心，即說此心為自性清淨。此心即是阿摩羅識。已遮怖畏，次遮貪罪。」 (CBETA, T31, no. 1604, p. 623, a3-10)
25. ↑  《大乘莊嚴經論》：「說心真如名之為心，即說此心為自性清淨。此心即是阿摩羅識。」此段的梵文本，漢譯對照為：「不離法性心而有另一個心之依他相的本性清淨存在，因此，此心應知即是心真如。」
26. ↑  藤隆生，《佛教文化研究所紀要》第4 集，京都龍谷大學佛教文化研究所，昭和40年5月5日發行，p.116。
27. ↑  印順《中國禪宗史》：唐初，達摩禪就有了崇高的聲望。「歸仰如市」，顯然已非常發達的了。現有『金剛三昧經』一卷，北涼失譯。『出三藏記集』卷三，「新集安公涼土失譯異經錄」，有這一部經名。但現存經本的內容，說到「本覺」、「如來藏」，「庵摩羅」，「如來禪」，「九識」，所以一般都論斷為後代的偽作（道信已引用此經）。經中說到：「二入者，一謂理入，二謂行入。理入者，深信眾生不異真性，不一不共，但以客塵所翳障」等（大正九‧三六九下），完全從達摩的「二入」脫化出來。這可見達摩禪對當時佛教的影響！後代禪門的某些特質，都在形成的過程中。
28. ↑  《金剛三昧經》：「諸佛如來，常以一覺而轉諸識，入菴摩羅。」《金剛三昧經》〈入實際品〉︰「如彼心地，八識海澄，九識流淨，風不能動，波浪不起。」
29. ↑  《大佛頂如來密因修證了義諸菩薩萬行首楞嚴經》卷4：「世尊。如果位中。菩提。涅槃。真如。佛性。菴摩羅識。空如來藏。大圓鏡智。是七種名。稱謂雖別。清淨圓滿體性堅凝。如金剛王常住不壞。若此見聽。離於明暗動靜通塞。畢竟無體。猶如念心離於前塵本無所有。云何將此畢竟斷滅以為修因。欲獲如來七常住果。」 (CBETA, T19, no. 945, p. 123, c13-20)
30. ↑  呂澂《楞嚴百偽》：「按如來藏、佛性，本就因位得名(《勝鬘》說在纏如來藏，出纏法身；《涅槃》二十七說，佛性是諸佛無上菩提中道種子)，而並列為果。其偽四十三。」